# Texas Medical Center

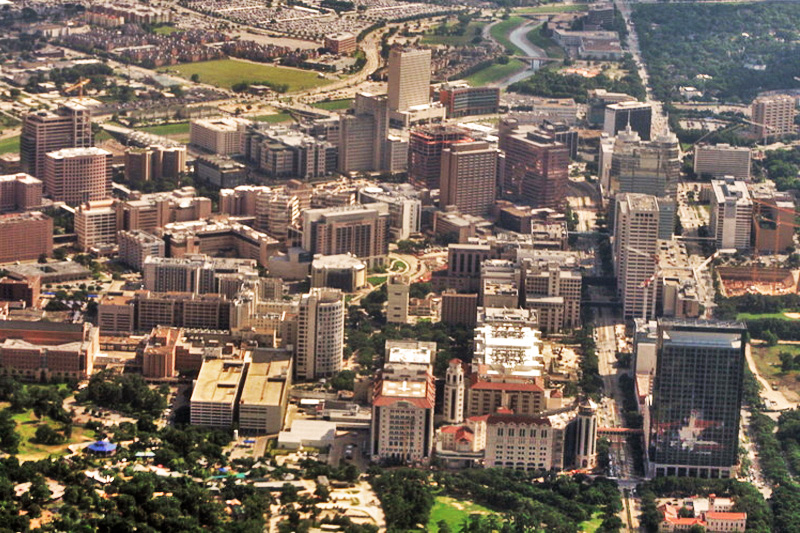
Texas Medical Center

Das Texas Medical Center (TMC) ist ein Stadtviertel im Süden von Houston in Texas, unmittelbar südlich des Museumsbezirks und westlich des Texas State Highway 288. Über 60 medizinische Institutionen, die sich größtenteils in einem dreieckigen Gebiet zwischen Brays Bayou, der Rice University und Hermann Park konzentrieren, sind Mitglieder der Texas Medical Center Corporation, einer gemeinnützigen Dachorganisation, die den größten medizinischen Komplex der Welt darstellt. Er wurde im Jahr 1945 ins Leben gerufen und wuchs über die Zeit immer weiter. Das TMC verfügt heute über eine extrem hohe Dichte an klinischen Einrichtungen für Patientenversorgung, Grundlagenforschung und translationale Forschung. Insgesamt knapp über 20.000 Personen wohnen im Gebiet. Über 100.000 Personen arbeiten hier.
Das Texas Medical Center umfasst 54 medizinbezogene Einrichtungen mit 21 Krankenhäusern und acht Fachinstituten, acht akademische- und Forschungseinrichtungen, vier medizinische Fakultäten, sieben Krankenpflegeschulen, drei Organisationen des öffentlichen Gesundheitswesens, zwei Apothekerschulen und eine zahnmedizinische Fakultät. Alle 54 Einrichtungen sind nicht gewinnorientiert. Zu den angegliederten medizinischen Fakultäten gehören das University of Texas Health Science Center in Houston, das Baylor College of Medicine, die University of Texas Medical Branch in Galveston und das Texas A&M College of Medicine. Einige Mitgliedsinstitutionen befinden sich außerhalb der Stadt Houston.
Im TMC befindet sich heute mit dem Texas Children’s Hospital das weltweit größte Kinderkrankenhaus und mit dem University of Texas MD Anderson Cancer Center die weltweit größte Krebsklinik.